# Черников, Михаил Васильевич
Михаил Васильевич Черников (1 мая 1909, Приморско-Ахтарск, Кубанская область — 6 июня 1996, Чернигов) — советский военнослужащий, участник Великой Отечественной войны, Герой Советского Союза, ответственный секретарь партийного бюро 233-го стрелкового полка 97-й стрелковой дивизии 13-й армии Северо-Западного фронта, политрук.

## Биография
Родился 1 мая 1909 года в станице Приморско-Ахтарская ныне Приморско-Ахтарского района Краснодарского края. Работал в рыбном тресте.
В Красной Армии с 1931 года. Участник советско-финской войны 1939—1940 годов.
2 марта 1940 года в районе села Апуля вместе с бойцами роты захватил высоту. 6 марта 1940 года в составе батальона форсировал реку Вуокса и участвовал в отражении контратак противника на захваченном плацдарме.
Указом Президиума Верховного Совета СССР от 7 апреля 1940 года «за образцовое выполнение боевых заданий командования и проявленные при этом отвагу и геройство» политруку Черникову Михаилу Васильевичу присвоено звание Героя Советского Союза с вручением ордена Ленина и медали «Золотая Звезда».
На фронте в Великую Отечественную войну с июня 1941 года. Был командиром батальона.
С 1956 года полковник Черников в запасе. Жил в Чернигове. Умер 6 июня 1996 года.